# Saison 2006 des Indians de Cleveland
La Saison 2006 des Indians de Cleveland est la 106e saison en ligue majeure pour cette franchise.

## Saison régulière

### Classement
| AL Central         | V  | D   | Pct. | GB |
| ------------------ | -- | --- | ---- | -- |
| Minnesota Twins    | 96 | 66  | .593 | -- |
| Detroit Tigers     | 95 | 67  | .586 | 1  |
| Chicago White Sox  | 90 | 72  | .556 | 6  |
| Cleveland Indians  | 78 | 84  | .481 | 18 |
| Kansas City Royals | 62 | 100 | .383 | 34 |